# Treviso
Treviso (velencei nyelven Trevixo) olasz város Veneto régióban, Treviso megye központja. 2010-ben 82 854 lakosa volt, melyből mintegy 3000 élt a történelmi városfalakon belül. A város ad otthont a Benetton és Lotto Sport Italia ruházati, De'Longhi háztartásieszköz-gyártó és a Pinarello kerékpárgyártó cégeknek.
Treviso környékéről ered a prosecco gyöngyözőbor és itt találták fel a tiramisut az 1960-as években.

## Története

### Ókor
A város – a rómaiak idejében Tarvisium – egyes szakértői vélemények alapján a tauruszk kelta törzsről, mások szerint a görög tarvosz (bika) szóból kapta a nevét. A venétek fennhatósága alatt levő várost i. e. 89-ben csatolták a Római Birodalomhoz, municipium státusszal. Tarvisium a régió két nagy városát, Opitergiumot és Aquileiát összekötő Via Postumia közelében feküdt. Az ókori szerzők ritkán említik, Plinius is csak annyit ír a Sile folyóról, hogy ex montibus Tarvisanis, Tarvisium hegyeiből folyik le. A hagyomány szerint a Szent Péter által püspökké kinevezett görög származású Szent Prosdocimus hozta el a kereszténységet a városba. A negyedik századra már volt annyi keresztény, hogy el tudtak tartani egy helyi püspököt is; az első akit névről ismerünk, a működését 396-ban elkezdő Jámbor János.

### Középkor
A Nyugatrómai Birodalom bukása után Treviso lakossága és gazdasága – akárcsak Itália többi városa – visszaesett. A hunok inváziója idején Attila nem fosztotta ki, így a környék jelentős települése maradhatott. Totila, az osztrogótok királya is Trevisóban született. A gót háborúk után a város a bizánci uralom alatt álló Ravennai exarchátushoz került egészen 568-ig, amikor elfoglalták a longobárdok. Fontos szerephez jutott a longobárd államban, egyike volt a 36 hercegi székhelynek és pénzverde is működött itt. Utóbbinak akkor nőtt meg a jelentősége, amikor a Frank Birodalom megszállta Észak-Itáliát, és az utolsó longobárd király, Desiderius Trevisóban verette a pénzeit. Miután a frankok elfoglalták, Nagy Károly a határmenti Marca Trevigiana központjává tette.
Treviso 1167-ben csatlakozott a Lombard Ligához és a Barbarossa Frigyes császárral kötött 1183-as konstanzi béke értelmében elnyerte függetlenségét. Ezután mintegy százötven évig az észak-itáliai városállamok fordulatos politikai életét élte, hol önállóan, hol a veronai Scaligeri vagy a padovai Carraresi családok uralma alatt. 1339-ben a város csatlakozott a Velencei Köztársasághoz, melynek Treviso volt az első jelentős itáliai szárazföldi birtoka. A velencei fennhatóság megvédte a várost a környező hercegektől, de cserébe részt kellett vennie Velence háborúiban. 1356-ban a magyar Nagy Lajos ostromolta Trevisót, 1381-ben az osztrák herceg szállta meg három évre, majd pedig a Carraresik, 1388-ig. Miután visszakerült Velencéhez, a köztársaság erős falakkal szilárdította meg a védelmét: a városfal ma is látható. 

### Francia és osztrák uralom
1797-ben a forradalmi Franciaország szállta meg a várost és Napóleon 1808-ban egyik tábornokát, Mortiert Treviso hercegévé tette. Napóleon bukása után Észak-Itália osztrák uralom alá került. Az 1848-as forradalmak idején a helyi polgárság kiűzte az osztrák helyőrséget. A következő nyáron a császári hadsereg lőni kezdte a várost, mire az kapitulált. Treviso 1866-ban került - Veneto többi részével egyetemben - az egyesült Olasz Királysághoz. 

### 20. század

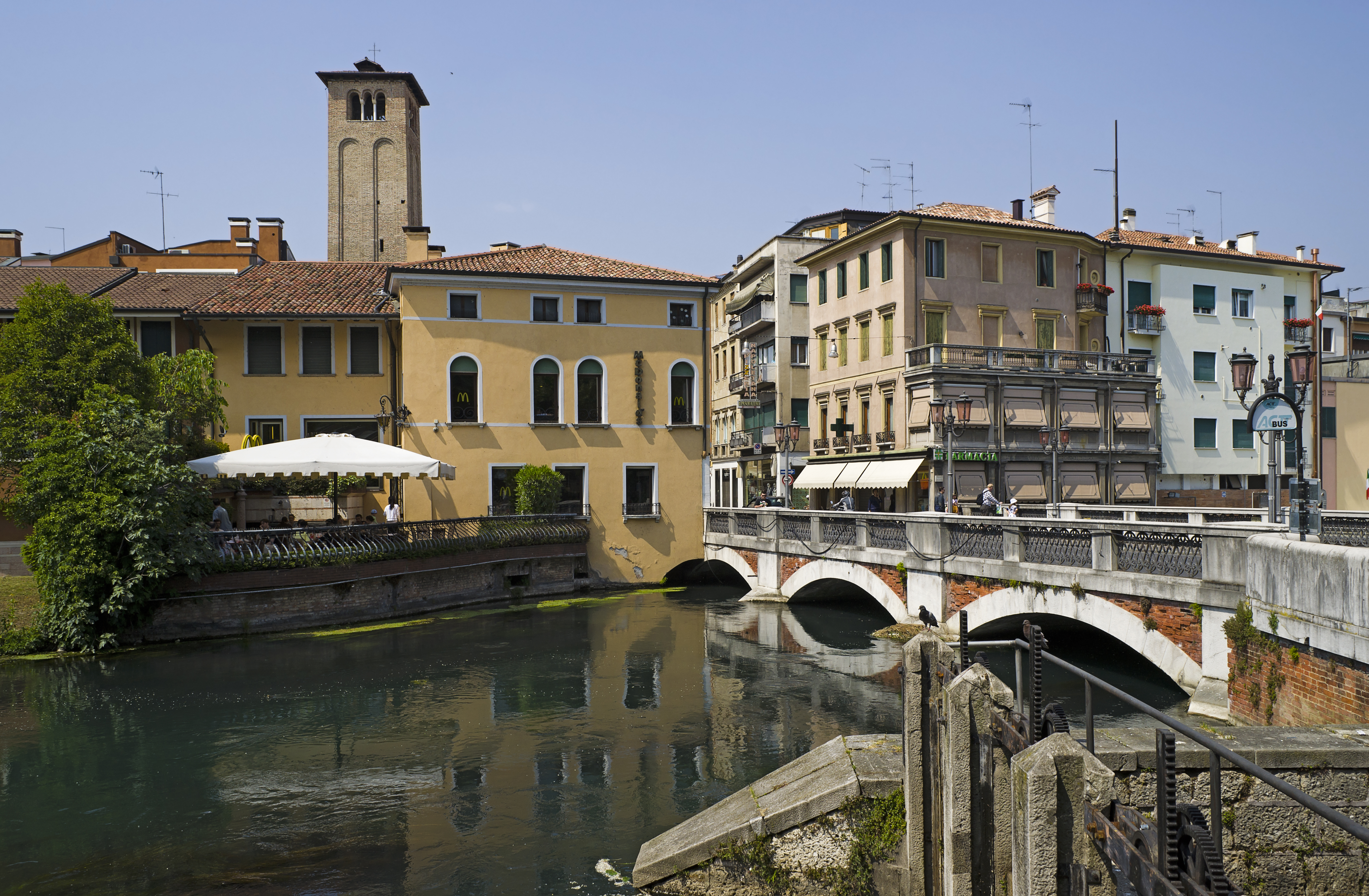
A San Martino-híd a Sile folyó fölött

Az első világháború idején Treviso fontos stratégiai pont volt az osztrák-magyar front közelében. A város közelében, nem sokkal tőle északra vívták a Vittorio Venetó-i csatát, melyben az antant-csapatokkal megerősített olasz hadsereg legyőzte a központi hatalmakat 1918 októberében.
A második világháborúban Treviso mellett fogolytáborokat állítottak fel, ahol szlovén és horvát civileket gyűjtöttek egybe. 1944. április 7-én, nagypénteken az amerikai légierő szőnyegbombázta a várost, amelynek mintegy 1000 lakos és a belvárosi műemlék épületek nagy része áldozatul esett. Az első szövetséges katonák csak 1945. április 29-én léptek be Trevisóba.
Az 1980-as és 90-es években a város látványos gazdasági fejlődésen ment keresztül, melyben nagy szerepet játszottak a kisvállalkozások is.

## Földrajz
Treviso a venetói síkságon, folyóvizekben gazdag helyen fekszik, a Sile és Botteniga folyók találkozásánál. Az egyéb jelentős vizek a Sile mellékfolyói: a Storga, a Limbraga és a Dosson. Legmagasabb pontja 31 méterrel, míg a legalacsonyabb 6 méterrel fekszik a tenger szintje fölött.  
A város 30 km-re északra fekszik Velencétől, 50 km-re keletre Vicenzától, 40 km-re északkeletre Padovától és 120 km-re délre Cortina d’Ampezzótól.

## Közlekedés

### Légi
A város nemzetközi repülőtérrel is rendelkezik.

## Éghajlat
Klímája kellemes, a tél nem túl hideg, a nyár nem túl meleg, a csapadék egész évben egyenletesen oszlik el.
| Hónap                         | Jan. | Feb. | Már. | Ápr. | Máj. | Jún. | Júl. | Aug. | Szep. | Okt. | Nov. | Dec. | Év   |
| ----------------------------- | ---- | ---- | ---- | ---- | ---- | ---- | ---- | ---- | ----- | ---- | ---- | ---- | ---- |
| Átlagos max. hőmérséklet (°C) | 7,0  | 9,0  | 13,0 | 17,0 | 22,0 | 26,0 | 28,0 | 28,0 | 24,0  | 19,0 | 12,0 | 7,0  | 17,7 |
| Átlagos min. hőmérséklet (°C) | −1,0 | 1,0  | 3,0  | 7,0  | 12,0 | 16,0 | 17,0 | 17,0 | 14,0  | 9,0  | 4,0  | −1,0 | 8,2  |
| Átl. csapadékmennyiség (mm)   | 66   | 64   | 71   | 69   | 89   | 104  | 66   | 91   | 80    | 81   | 86   | 64   | 931  |
| Forrás: www.weatherbase.com   |      |      |      |      |      |      |      |      |       |      |      |      |      |

## Látnivalók

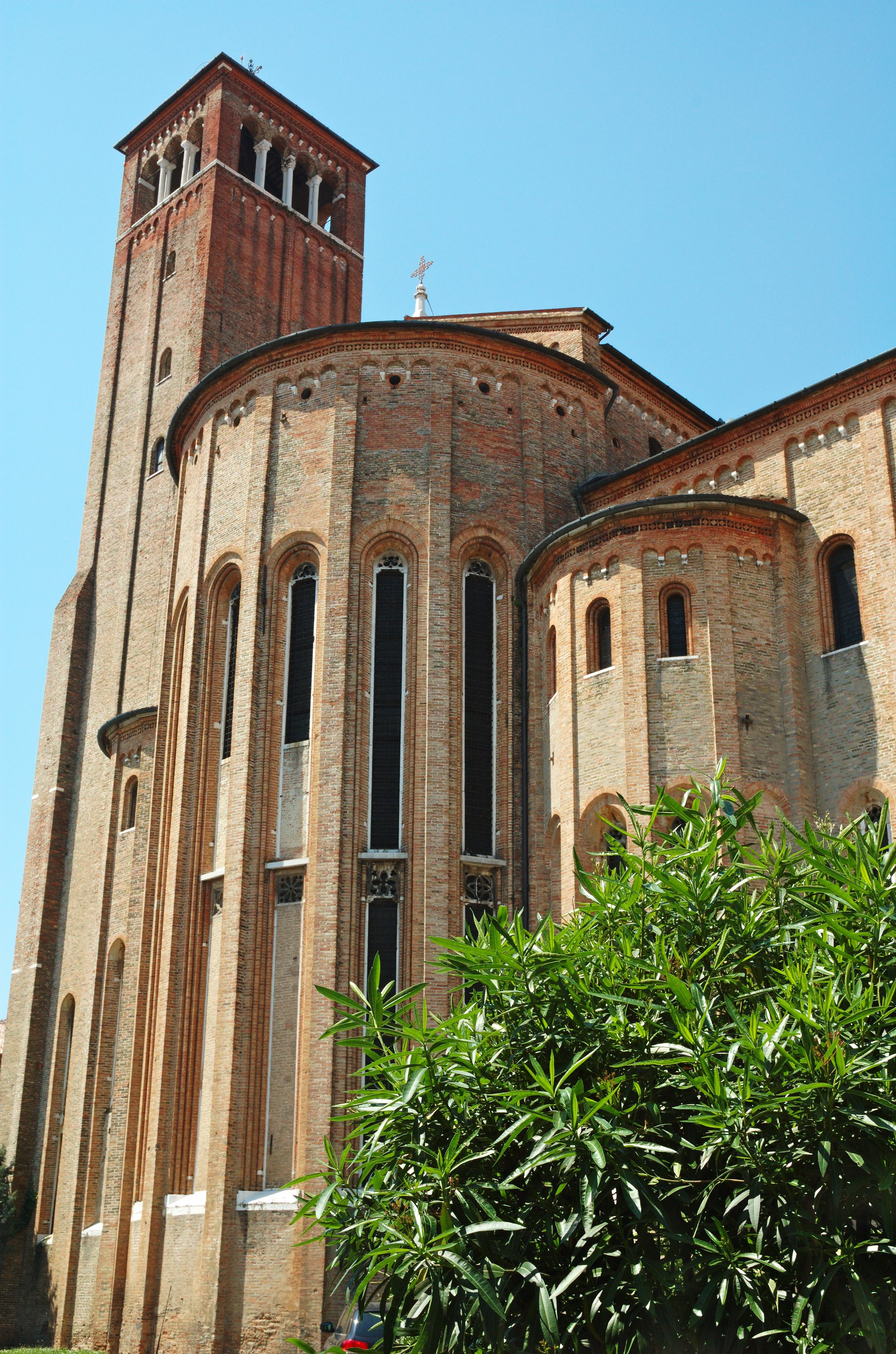
A San Nicolò-templom

- A San Francesco-templom 1231-1270 között épült késő román-kora gótikus stílusban. Napóleon katonái istállónak használták, azután csak 1928-ban szentelték újra. Belső tere egy hajóból és öt kápolnából áll. Bal falán 13. századi román-bizánci stílusú Szt. Kristóf-freskó látható. A templomban van Dante Alighieri fiának, Pietrónak  és Francesco Petrarca lányának, Francescának a sírja.
- A Loggia dei Cavalierit(wd) 1276-ban építtette Andrea da Perugia podestà a felsőbb rétegek találkozó- és beszélgetőhelyéül. Román-bizánci stílusú. * A főtér, a Piazza dei Signori a 13-14. században épült Palazzo dei Trecentóval.
- A San Nicolò-templom 13. századi velencei román és francia gótikus stílusjegyeket vegyít. Belső tere egy fő- és két oldalhajóra oszlik és öt boltíves kápolna nyílik belőle. A Tommaso da Modena által festett freskókon Szt. Romuald, Szt. Ágnes és a Megváltó és Szt. Jeromos látható.
- A Szent Péternek szentelt neoklasszikus dóm, a püspöki templom. Tiziano egyik festménye is megtekinthető itt. A Piazza del Duomón helyezkedik el a Keresztelő Szt. János-templom is.
- A Piazza Rinaldin látható a Rinaldi-család három palotája, a 12., 15. és 18. századból.
- A Carraresi, Noal, Robegan, Spineda, Dolfin, Scotti és Bomben családok középkori palazzói.

## Testvérvárosok
- Orléans, Franciaország
- Temesvár, Románia
- Curitiba, Brazília
- Neuquén, Argentína
- Griffith, Ausztrália
- Sarasota, Egyesült Államok
- Caen, Franciaország

## Fordítás
- Ez a szócikk részben vagy egészben  a   Treviso című angol Wikipédia-szócikk ezen változatának fordításán alapul.  Az eredeti cikk szerkesztőit annak laptörténete sorolja fel. Ez a jelzés csupán a megfogalmazás eredetét és a szerzői jogokat jelzi, nem szolgál a cikkben szereplő információk forrásmegjelöléseként.